# Ildefonso Díez de Rivera i Muro
Ildefonso Díez de Rivera i Muro (castellà: Ildefonso Díez de Rivera, Count of Almodóvar)  (Granada, 24 de gener de 1777 - València, 26 de gener de 1846) va ser un militar i polític espanyol.

## Biografia
Va participar com a oficial d'artilleria en les guerres napoleòniques i especialment en la Guerra del Francès, destacant-se en la batalla de Trafalgar i en el setge d'Olivença. En acabar la guerra era tinent coronel i el 1815 fou nomenat comandant militar del districte de València. Entre 1814 i 1820 fou membre de la Lògia Maçònica Valenciana. En 1819 va ser capturat per ordre del general Francisco Javier de Elío per participar juntament amb els Beltrán de Lis en el fracassat pronunciament de Vidal, però arran del pronunciament de Rafael de Riego en 1820 va ser alliberat i nomenat capità general de València per aclamació popular.
Era capità general de Mallorca quan el 1823 el duc d'Angulema va dirigir l'expedició dels Cent Mil Fills de Sant Lluís que penetraren a Espanya i va restaurar l'absolutisme al país. Díez de Rivera va rebre ordres d'abandonar les illes, i aquest mateix any, en previsió de possibles represàlies, va marxar a l'exili a Bèlgica, on va romandre fins a 1834.
Al seu retorn a Espanya va ser nomenat mariscal de camp i elegit diputat per València a les eleccions després de la proclamació de l'Estatut Reial de 1834 i a les de 1836, i per Granada en 1836, senador per Granada en 1837, 1841 i 1842, president del Senat entre 1841 i 1842
, dos cops ministre de guerra i dos més d'estat als gabinets dels presidents Juan Álvarez Mendizábal i José María Calatrava. Es retirà de la política el 1843 després de la caiguda de Baldomero Espartero, del que en fou amic personal.
Pel seu matrimoni amb Pascuala Valeriola Ortiz de Almodóvar rebé el títol nobiliari de comte d'Almodóvar, amb un important patrimoni a Callosa de Segura, Oriola, Alacant i Múrcia